# 출사표 (드라마)
《출사표》(出師表)는 2020년 7월 1일부터 2020년 8월 20일까지 방송된 KBS 2TV 수목 드라마이다.

## 기획 의도
취업 대신 출마를 외친 청년들과 '정치 만렙' 의원들의 이야기를 담은 명랑 코믹 정치 오피스 드라마

## 방송 시간
| 방송 채널 | 방송 기간                                             | 방송 시간                           | 방송 분량                                        |
| --------- | ----------------------------------------------------- | ----------------------------------- | ------------------------------------------------ |
| KBS 2TV   | 2020년 7월 1일 ~ 2020년 7월 9일 [1회~4회] (본방송)    | 매주 수요일, 목요일 밤 9:30 ~ 10:40 | 1시간 10분 (1회당 1부, 2부 각각 35분씩 분할방송) |
| KBS 2TV   | 2020년 7월 15일 ~ 2020년 8월 20일 [5회~16회] (본방송) | 매주 수요일, 목요일 밤 9:30 ~ 10:40 | 1시간 10분 (1회당 1부, 2부 각각 35분씩 분할방송) |

## 등장인물

### 주요 인물
- 나나 : 구세라 (여, 29세) 역 (아역 : 김하연) - 영태와 삼숙의 딸, 초, 중, 고, 대학교까지 같은 동네에서 다닌 29년산 마원구 토박이. 공명의 연인.
- 박성훈 : 서공명 (남, 29세) 역 (아역 : 서윤혁) - 칼퇴근을 목숨처럼 사수하는 명문대 출신의 마원구청 5급 사무관. 세라의 연인.
- 유다인 : 윤희수 (여, 33세) 역 - 우아한 야심가이자 성공 지향적인 완벽주의자.
- 한준우 : 김민재 (남, 34세) 역 - 7급 공무원 출신, 조맹덕 의장의 수행비서이자 최측근. 세라의 옛연인.
- 안내상 : 조맹덕 (남, 57세) 역 - 부동산 재벌, 지역 유지 출신으로 구의회뿐 아니라 구청을 쥐락펴락하는 실세.

### 세라의 가족
- 안길강 : 구영태 (남, 60세) 역 - 세라의 아버지, 중년에서 노년으로 넘어가는 제3의 사춘기. 삼숙의 남편.
- 장혜진 : 김삼숙 (여, 54세) 역 - 세라의 어머니, 영태의 아내. 꽃나무, 매니큐어, 아침드라마를 사랑하는 알바의 여왕.

### 세라의 친구들 (할 수 있당 당원들)
- 김미수 : 권우영 (여, 29세) 역 - 차갑고 도도한 도시 여자, 근면 성실의 아이콘. 엑셀의 여신. 세라의 친구.
- 신도현 : 장한비 (여, 29세) 역 - 공상과 덕질의 힘으로 살아가는 덕후, 넉넉한 인품의 알코올 러버. 유도 선수 출신. 전국체전 금메달리스트. 세라의 친구.
- 최고 : 김자룡 (남, 9세) 역 - 세라가 사는 빌라 윗집에서 사는 초딩.

### 마원구의회 구의원
- 이서환 : 허덕구 (남, 55세) 역 - 부동산 업체 대표 출신, 형수인 원 구청장이 애국보수당에 심어 놓은 측근.
- 서진원 : 심장양 (남, 55세) 역 - 건설 업체 대표 출신
- 한동규 : 장하운 (남, 54세) 역 - 청소 업체 대표 출신
- 이창직 : 시단규 (남, 60세) 역 - 사립학교 교장 출신
- 윤주상 : 봉추산 (남, 72세) 역 - 백발, 주름 잡힌 이마, 매서운 눈빛 아래 인자한 미소를 가지고 있다, 현재 마원구의회 의원 중 가장 고스펙, 고학력, 고령인 노친네.
- 오동민 : 고동찬 (남, 39세) 역 - 아버지의 지역구를 물려받아 2대째 구의원을 하는 마원구 은수저
- 유성주 : 양내성 (남, 50대) 역 - 경찰 출신

### 마원구청 공무원
- 배해선 : 원소정 (여, 55세) 역 - 다같이진보당의 전략 공천으로 당선된 여성 구청장, 행정고시 합격 후 서울시 대변인, 행정국장, 기획조정실장, 부시장까지 지낸 엘리트.
- 박성근 : 이대철 (남, 40대) 역 - 이 주무관으로 불리는 마원구청의 스피커, 쌍둥이 아빠. 다둥이 아빠.
- 김현목 : 정용규 (남, 29세) 역 - 말도 많고 불만도 많은 9급 공무원, 의회사무국의 막내.

### 구의원 보궐선거 출마자들
- 신주협 : 오병민 (남, 29세) 역 - '젊은 보수'를 슬로건으로 내건 최연소 청년 후보
- 박미현 : 손은실 (여, 56세) 역 - '마원 딸! 생활 정치인'을 슬로건으로 내 건 여성 후보, 진보정당 다같이진보당 소속.

### 그 외 인물
- 전진기
- 김정희
- 정시율 : 정대역

## 수상
- 2020 KBS 연기대상 베스트 커플상 박성훈, 나나
- 2020 KBS 연기대상 미니시리즈 부문 남자 우수상 박성훈
- 2020 KBS 연기대상 미니시리즈 부문 여자 우수상 나나
- 2020 KBS 연기대상 미니시리즈 부문 남자 조연상 안길강

## 시청률
최저 시청률과 최고 시청률은 시청률 조사회사와 지역별로 시청률에 차이가 있을 수 있습니다.
| 2020년      | 2020년      | 2020년         | 2020년         |
| 회차        | 방송일      | AGB 시청률     | AGB 시청률     |
| 회차        | 방송일      | 대한민국(전국) | 대한민국(전국) |
| ----------- | ----------- | -------------- | -------------- |
| 제1회       | 7월 1일     | 1부            | 3.0%           |
| 제1회       | 7월 1일     | 2부            | 3.5%           |
| 제2회       | 7월 2일     | 1부            | 2.8%           |
| 제2회       | 7월 2일     | 2부            | 3.7%           |
| 제3회       | 7월 8일     | 1부            | 2.5%           |
| 제3회       | 7월 8일     | 2부            | 3.2%           |
| 제4회       | 7월 9일     | 1부            | 2.4%           |
| 제4회       | 7월 9일     | 2부            | 3.3%           |
| 제5회       | 7월 15일    | 1부            | 2.7%           |
| 제5회       | 7월 15일    | 2부            | 2.7%           |
| 제6회       | 7월 16일    | 1부            | 2.5%           |
| 제6회       | 7월 16일    | 2부            | 2.9%           |
| 제7회       | 7월 22일    | 1부            | 2.5%           |
| 제7회       | 7월 22일    | 2부            | 3.0%           |
| 제8회       | 7월 23일    | 1부            | 2.5%           |
| 제8회       | 7월 23일    | 2부            | 3.2%           |
| 제9회       | 7월 29일    | 1부            | 2.7%           |
| 제9회       | 7월 29일    | 2부            | 3.3%           |
| 제10회      | 7월 30일    | 1부            | 2.3%           |
| 제10회      | 7월 30일    | 2부            | 3.2%           |
| 제11회      | 8월 5일     | 1부            | 2.6%           |
| 제11회      | 8월 5일     | 2부            | 3.1%           |
| 제12회      | 8월 6일     | 1부            | 2.0%           |
| 제12회      | 8월 6일     | 2부            | 2.4%           |
| 제13회      | 8월 12일    | 1부            | 2.3%           |
| 제13회      | 8월 12일    | 2부            | 3.0%           |
| 제14회      | 8월 13일    | 1부            | 2.4%           |
| 제14회      | 8월 13일    | 2부            | 3.1%           |
| 제15회      | 8월 19일    | 1부            | 2.5%           |
| 제15회      | 8월 19일    | 2부            | 2.9%           |
| 제16회      | 8월 20일    | 1부            | 2.6%           |
| 제16회      | 8월 20일    | 2부            | 2.9%           |
| 평균 시청률 | 평균 시청률 | 평균 시청률    | 2.8%           |

## 동시간대 타방송 드라마
- JTBC 수목드라마

《우리, 사랑했을까》 (2020년 7월 8일 ~ 2020년 9월 2일)
- MBC 수목드라마

《미쓰리는 알고 있다》 (2020년 7월 8일 ~ 2020년 7월 16일)
《십시일반》 (2020년 7월 22일 ~ 2020년 8월 13일)

## 같이 보기
- 대한민국의 텔레비전 드라마 목록 (ㅊ)
- 2020년 대한민국의 텔레비전 드라마 목록

## 참고 사항
- 본 드라마는 방송콘텐츠진흥재단에서 주최하는 제 10회 드라마 극본 공모전 '사막이 별똥별 찾기' 수상 작품을 제작한 것이다.
- 황승기 PD와 박성훈은 KBS 2TV 드라마 스페셜 《나의 흑역사 오답노트》와 KBS 2TV 수목 드라마 《저스티스》이후 세 번째로 의기투합하게 되었다.